# Osório (község)
Osório egy község (município) Brazíliában, Rio Grande do Sul államban. A Mata Atlântica által borított Serra Geral hegyvidék lábától a tavakkal szabdalt parti síkságon keresztül egészen az Atlanti-óceánig terjed. Lakosainak számát 2022-ben 47 396-re becsülték. Székhelye Osório város, melyet a „Jó Szelek Városa” és a „Tavak Fővárosa” néven is ismernek.

## Története
A környék portugálok általi megszállása hosszú időre nyúlik vissza: az első feljegyzett behatolás 1725-ből származik, amikor João de Magalhães és harminc társa áthaladt rajta. Magalhães csapatának többek között az volt a feladata, hogy felderítse a déli területeket a portugál korona számára, települések létrehozására alkalmas helyeket keressen, és megerősítse a baráti kapcsolatokat a minuano indiánokkal (akik orroltak a spanyolokra). Osório viékén, a mai Tramandaí területén volt Rio Grande do Sul állam legelső királyi földadománya (sesmaria), amelyet 1732-ben utaltak ki Manoel Gonçalves Ribeironak az úgynevezett das Conchas stációnál. Ez öt évvel előzte meg az állam első portugál településének kialakulását (Rio Grande, 1737). Idővel más telepesek is érkeztek, farmokat létesítettek és állattenyésztéssel foglalkoztak.
Az első kápolnát 1742 áprilisában emeltette Antônio Gonçalves dos Anjos a Szeplőtelen fogantatás tiszteletére. Ez a kápolna az Arroio (patak) nevű helyen volt, így az 1773-ban létrejött egyházközség neve Nossa Senhora da Conceição do Arroio lett.
1809-ben létrehozták Rio Grande do Sul első négy községét: Rio Grande, Porto Alegre, Rio Pardo és Santo Antônio da Patrulha. Az utóbbi központja az úgynevezett Guarda Velha de Viamão őrhely körül alakult ki, amelyet azori telepesek és a spanyol–portugál harcok elől menekülő polgárok népesítettek be. A község által ellenőrzött terület az egész partvidékre kiterjedt, és Conceição de Arroio is a részét képezte. Az idők során Santo Antônio da Patrulha területéből több, mint 80 község vált ki, közöttük Conceição do Arroio is, amely 1857-ben függetlenedett és 1858-ban alakult önálló községgé.
1872-ben a község lakossága 6887 fő volt; a portugálok mellett lakosságának nagy része német és olasz bevándorlókból állt. 1878-ban kivált belőle Torres nevű kerülete. 1890-ben 8958 fő lakta. 1895 áprilisában, a föderalista forradalom során a települést elfoglalták, a városházát felgyújtották, minden iratát elégették.
1910-ben a városnak volt távíróhivatala, postahivatala, anyakönyvi hivatala, vámszedőhivatala. A város (községközpont) 618 lakost és 103 épületet számlált, míg a község 14 000 lakost és 2599 épületet. 1920-ban a tíz utcával, két térrel, 180 épülettel és 1200 lakossal rendelkező város jelentős ütemben fejlődött, és egy hőerőművet is üzembe helyeztek. 1923-ban újabb polgárháború rázta meg az államot, mikor az Assis Brasilt támogató szövetség tagjai fellázadtak Borges de Medeiros új kormányzó ellen; a község területén többször dúltak harcok, a forradalmárok pedig a községközpontot is elfoglalták egy alkalommal.
1934-ben Conceição do Arroiot szövetségi rendelettel átnevezték Osóriora híres szülötte, Manuel Luiz Osório márki tiszteletére. A 20. század első felében a tavi hajózás kifejlődése közel hozta egymáshoz a településeket, és hozzájárult a gazdasági és kulturális fejlődéshez. Az idők során számos kerület vált ki Osórioból, például Tramandaí vagy Capão da Canoa.

## Leírása
Székhelye Osório város, további kerületei Aguapés, Atlântida Sul, Borussia, Passinhos, Santa Luzia. Két strandja Atlântida Sul és Mariápolis. Azon kevés brazil község közé tartozik, amely egyesíti a hegyvidéket, síkságot, óceánpartot. A községközpont tengerszint feletti magassága 35 méter, távolsága az állami székhelytől légvonalban 39 km. Nedves szubtrópusi éghajlat jellemzi, az éves átlaghőmérséklet 18,8 ºC, a csapadék 1170 mm.
Osório területén 23 hajózható, egymással kapcsolatban álló tó és lagúna van. Ez Brazíliában az egyik legnagyobb és élővilág szempontjából az egyik legváltozatosabb tórendszer. A város mellé telepített szélfarm (Complexo Eólico de Osório) a déli félteke legnagyobb szélerőműve, kapacitása 375,4 MW.

## Híres szülöttei
- Manuel Luiz Osório (1808–1879) hadvezér, akit a Rio Grande do Sulban született legnagyobb katonai személyiségnek tartanak. Már 15 éves korában csatlakozott São Paulo lovassági légiójához, és kitűnt az Argentína elleni hadjáratokban és a farroupilha-felkelésben. 1864–1865-ben parancsnokként vett részt az uruguayi háborúban, 1866-tól pedig a paraguayi háborúban (ő volt az első brazil tábornok, aki paraguayi földre lépett, és 1868-ban részt vett a humaitái hadjáratban is). A hazájának tett szolgálataiért bárói, vikomti, és márkii címeket kapott. 1877-ben Rio Grande do Sul szenátorává választották, 1878-ban hadügyminiszternek nevezték ki.[3]